# Tanacu
Tanacu is een Roemeense gemeente in het district Vaslui.
Tanacu telt 2337 inwoners.